# العلاقات الأمريكية البحرينية
العلاقات البحرينية الأمريكية هي العلاقات الثنائية بين مملكة البحرين والولايات المتحدة. البحرين والولايات المتحدة حليفتان مقربتان منذ فترة طويلة.

## التاريخ
استضافت البحرين قاعدة بحرية أميركية في الخليج العربي منذ عام 1947. عندما أصبحت البحرين دولة مستقلة في عام 1971 تم إضفاء الطابع الرسمي على العلاقة بين الولايات المتحدة والبحرين مع إقامة العلاقات الدبلوماسية التي بدأتها بالاعتراف الدبلوماسي بالبحرين كدولة ذات سيادة. افتتحت السفارة الأمريكية في المنامة في 21 سبتمبر 1971 وأرسلت أول سفير مقيم في البلاد وهو جوزيف ر. توينام في عام 1974. السفارة البحرينية في واشنطن العاصمة افتتحت في عام 1977. في أكتوبر 1991 قام أمير البحرين الراحل عيسى بن سلمان آل خليفة بزيارة رسمية إلى واشنطن. في عام 2001 قام الملك حمد بأول زيارة له إلى الولايات المتحدة بعد أن خلف والده في عام 1999. عاد إلى واشنطن في زيارة رسمية في يناير 2003. قام الملك حمد بزيارة رسمية إلى واشنطن في نوفمبر 2004 للقاء الرئيس بوش ومسئوليه الذين على المستوى الوزاري.
وقعت البحرين والولايات المتحدة اتفاقية تعاون دفاعي في أكتوبر 1991 ومنحت قوات الولايات المتحدة حق الوصول إلى المرافق البحرينية وضمان حق احتجاز موقف مادي للأزمات في المستقبل. البحرين مقر الأسطول الخامس للبحرية الأمريكية. الولايات المتحدة صنفت البحرين حليف رئيسي خارج الناتو في أكتوبر 2001.
يعمل مستشفى الإرسالية الأمريكية التابع للكنيسة الإنجيلية الوطنية بشكل مستمر في البحرين لأكثر من قرن من الزمان.

### طرد مسؤول أمريكي زائر
في يوليو 2014 أثناء زيارته لمملكة البحرين فقد تم طرد مساعد وزير الخارجية لشؤون الديمقراطية وحقوق الإنسان والعمل توم مالينوفسكي من قبل حكومة البلاد بعد أن اجتمع مالينوفسكي مع أعضاء من جمعية الوفاق الوطني الإسلامية أبرز أحزاب المعارضة الشيعية. كان من المتوقع أن تدوم زيارة مالينوفسكي للبحرين ثلاثة أيام وكانت الاجتماعات المقررة مع جمعية الوفاق ومسؤولين حكوميين والناشط في مجال حقوق الإنسان نبيل رجب. ذكرت وزارة الخارجية البحرينية بأن أنشطة مالينوفسكي تتعارض مع الأعراف الدبلوماسية التقليدية لكنهم أكدوا أيضا أن الطرد لن يؤثر على علاقات البحرين والولايات المتحدة. طالبت حكومة البحرين أيضا أن يتواجد ممثل من وزارة الخارجية في الاجتماعات الخاصة بين مالينوفسكي وأعضاء جمعية الوفاق وادعت أنه قبل وصول مالينوفسكي كان هناك اتفاق مسبق في هذا الشأن.
انتقد مالينوفسكي قرار حكومة البحرين بأنها محاولة لتقويض الحوار. قال المتحدث باسم وزارة الخارجية الأمريكية جينيفر بساكي أن الولايات المتحدة قلقة للغاية وأن تصرفات الحكومة البحرينية كانت لا تتفق مع الشراكة القوية بين الولايات المتحدة والبحرين. دعا وزير الخارجية الأمريكي جون كيري طلب البحرين بتواجد ممثل من وزارة خارجيتها في اجتماعات مالينوفسكي بأنه أمر غير عادي للغاية وشرط غير مقبول ويتعارض مع الأعراف الدبلوماسية الدولية.
عاد مالينوفسكي إلى البحرين في ديسمبر 2014 جنبا إلى جنب مع مساعد وزيرة الخارجية لشؤون الشرق الأدنى آن باترسون.

## البعثات الدبلوماسية
السفير الأمريكي لدى البحرين وليام ف. رويبوك.
في نوفمبر 2013 عينت البحرين عبد الله بن محمد بن راشد آل خليفة سفيرا لدى الولايات المتحدة.